# Losdolobus xaruanus
Losdolobus xaruanus är en spindelart som beskrevs av Arno Antonio Lise och Almeida 2006. Losdolobus xaruanus ingår i släktet Losdolobus och familjen Orsolobidae. Inga underarter finns listade i Catalogue of Life.